# Крипак, Яков Викторович
Я́ков Ви́кторович Крипа́к (род. 13 июня 1978 года в Запорожье, СССР) — украинский футболист и футбольный тренер. Играл на позиции нападающего и полузащитника. Известен по выступлениям в составе запорожского «Металлурга», донецкого «Шахтёра», днепропетровского «Днепра» и ряда других клубов. Привлекался в ряды молодёжной сборной Украины.

## Биография
Крипак является воспитанником СДЮШОР «Металлург» (Запорожье), где его первым тренером был Равиль Шарипов. В высшей лиге дебютировал 13 марта 1996 года в матче против тернопольской «Нивы». 22 апреля 1997 года Крипак оформил хет-трик в матче со своим будущим клубом ЦСКА, «Металлург» выиграл со счётом 4:2. Крипак считался одним из самых перспективных молодых форвардов Украины, регулярно привлекался к играм молодёжной сборной. Уверенная и результативная игра юноши привлекла внимание селекционеров киевских армейцев, Крипак был призван в ряды украинской армии и привлечён к играм за ЦСКА, вместе с которым Яков дошёл до финала кубка Украины и получил право играть в еврокубках.
По окончании службы в Вооружённых силах Крипак заключил трёхлетний контракт с донецким «Шахтёром», однако заиграть в составе дончан так и не сумел, проведя всего три матча в оранжево-чёрной форме. Следующие два года находился в аренде в донецком «Металлурге», алчевской «Стали» и александрийской «Полиграфтехнике». Впрочем, заиграть полноценно в каком-либо из этих клубов Якову мешали последствия тяжёлой болезни, перенесённой ранее. К тому же уже под конец контракта с «Шахтёром» у Крипака возникли проблемы с руководством клуба, поэтому он вынужден был часть сезона отыграть в любительской команде Запорожского алюминиевого комбината.
В июне 2002 года нападающий откликнулся на приглашение Евгения Кучеревского и присоединился к составу днепропетровского «Днепра», где, однако, он так и не выдержал конкуренции со своими коллегами по амплуа. В поисках команды Крипак отправился в витебский «Локомотив», где смог снова проявить свои лучшие бомбардирские качества и стать самым результативным игроком команды. В следующем году его ждало разочарование от неудачных просмотров в харьковском «Металлисте» и брестском «Динамо», непродолжительные выступления в составе хорошо знакомого ему клуба ЗАлК на любительском уровне и подписание контракта с сумским «Спартаком», где Яков провёл почти полный сезон.
В 2007 году футболист провёл 6 матчей в составе черниговской «Десны», но довольно быстро покинул клуб и подписал соглашение с клубом «Феникс-Ильичёвец», за которую так ни одного поединка и не сыграл. В начале 2008 года Крипак пробовал свои силы в клубе «Сморгонь», однако не подошёл белорусам и покинул расположение команды. Выступал в составе славянского «Славхлеба» в чемпионате под эгидой ААФУ. В 2011 году играл за краматорский «Авангард», которому помог сначала получить профессиональный статус, а затем и повыситься в классе со второго места в группе «Б» второй лиги. По завершении первого круга сезона 2011/12 объявил об окончании карьеры. 3 декабря 2013 года занял должность тренера в своём последнем клубе.